# 영양공설운동장
영양공설운동장(英陽公設運動場, Yeongyang Public Stadium)은 대한민국 경상북도 영양군에 있는 스포츠 시설이다. 인조잔디 필드와 우레탄 트랙이 갖춰진 경기장이며, 1991년 10월에 준공되었다.

## 참고 문헌
- “영양공설운동장”. 영양군청. 2022년 8월 18일에 원본 문서에서 보존된 문서. 2022년 8월 21일에 확인함.
- 《2021년 전국 공공체육시설 현황(2020년말 기준)》. 대한민국 문화체육관광부. 2022.
- 《2023 전국 공공체육시설 현황 (2022년 12월말 기준)》. 대한민국 문화체육관광부. 2024.